# Caspian X
Le prince Caspian est l'un des personnages phares du Monde de Narnia. Il devient Caspian X, roi de Narnia.
Il apparaît dans les romans Le Prince Caspian, L'Odyssée du Passeur d'Aurore, Le Fauteuil d'argent et à la fin de La Dernière Bataille.

## Évolution du personnage
Dans Le Prince Caspian, c'est un adolescent de dix-sept ans qui découvre qu'il est l'héritier du trône de Narnia, alors possession des Telmarins. C'est en soufflant dans le cor enchanté de Susan qu'il fait revenir les enfants Pevensie à Narnia, afin qu'ils l'aident à reconquérir le pays et à le rendre aux créatures magiques. Dans le film, librement adapté, il est amoureux de Susan et vice-versa, mais elle refuse à cause de son âge.
Dans L'Odyssée du Passeur d'Aurore, le roi Caspian voyage à bord d'un navire pour explorer le monde en direction de l'Est, et retrouver les sept Seigneurs que son oncle Miraz avait bannis. Au bout de son voyage, il rencontre Ramandu, un magicien, possesseur de l'île de Ramandu. Par la suite, il épousera sa fille, qui lui donnera un fils du nom de Rilian.
Dans Le Fauteuil d'argent, c'est un vieillard dont l'héritier, Rilian, a mystérieusement disparu. Eustache et Jill vont partir à la recherche de Rilian, et Caspian, lui, partira en mer à bord d'un bateau, dans un dernier exil, après avoir remis les rênes du royaume au nain Trompillon, son régent.
Dans La Dernière Bataille, il réapparait à la fin du livre dans le pays d'Aslan, avec tous les autres grands personnages de Narnia.
Dans les films réalisés par Walt Disney Pictures et 20th Century Fox, il est interprété par l'acteur britannique Ben Barnes.